# Niccolò dell'Abate

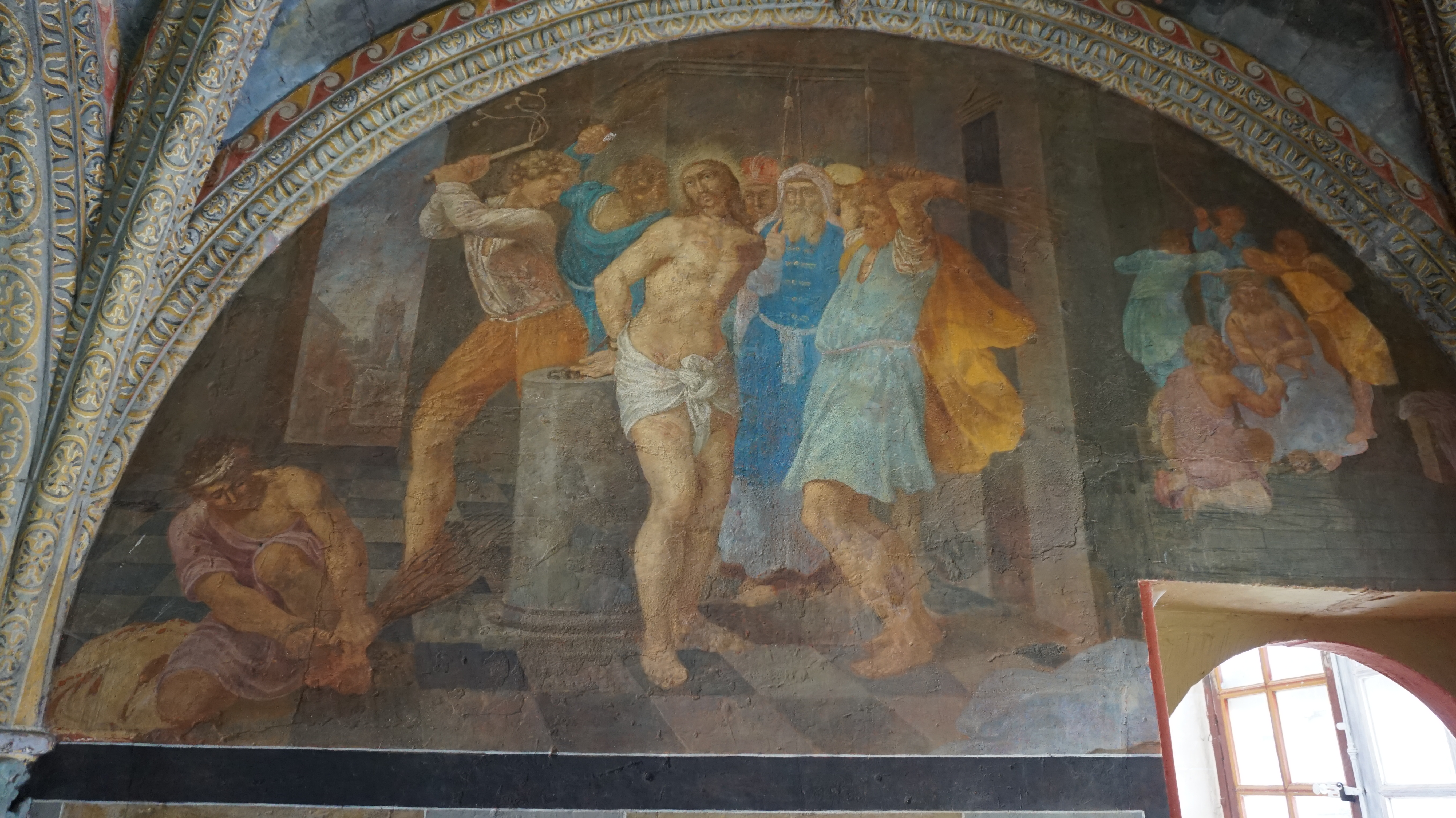
Kristi gisslande, fresk i kapellet i Villesavins slott.

Niccolò dell'Abate (Abbate), född 1509 eller 1512 i Modena, död 1571 i Fontainebleau, var en italiensk målare inom manierismen. Han formade sin stil efter Correggio och Giulio Romano.

## Biografi
Dell'Abate utförde år 1546 i Modenas stadshus ett flertal, nu illa medfarna, fresker med motiv från den romerska historien. 1547 avbildade han Petrus och Paulus martyrdöd i San Pietro-kyrkan. 1547–1551 målade han 12 stycken fresker, inspirerade av Aeneiden,  i slottet i Scandiano, av vilka några ännu bevarade (överförda på duk) kan ses i Modenas museum och såväl genom sin teckning som färg ge ett fördelaktigt intryck av hans talang, under det att han kort därefter fullbordade målningar i palatset i Bologna som nu är mer eller mindre förstörda. 
På Francesco Primaticcios inbjudan begav han sig 1552 till Fontainebleau, där han till sin död i samarbete med denne målade nu delvis förstörda fresker, med mytologiska och historiska motiv, i vilka dock bådas stil så sammansmält, att man ej med visshet kan avgöra av vilkendera målningarna är utförda. Dell'Abate är representerad vid bland annat Göteborgs konstmuseum.